# Kadirennagarikote, Bagepalli
Kadirennagarikote là một làng thuộc tehsil Bagepalli, huyện Chikkaballapur, bang Karnataka, Ấn Độ.